# Lissonota samuelsoni
Lissonota samuelsoni är en stekelart som först beskrevs av Setsuya Momoi 1970.  Lissonota samuelsoni ingår i släktet Lissonota och familjen brokparasitsteklar. Inga underarter finns listade i Catalogue of Life.